# Погребы (Васильковский район)
Погребы́ — село на Украине, в Васильковском районе Киевской области, расположено в 37 км на юг от Киева между холмами в долине реки Стугна, в месте впадения её правого притока реки Барахтянки и в 7 км от г. Василькова.

## История

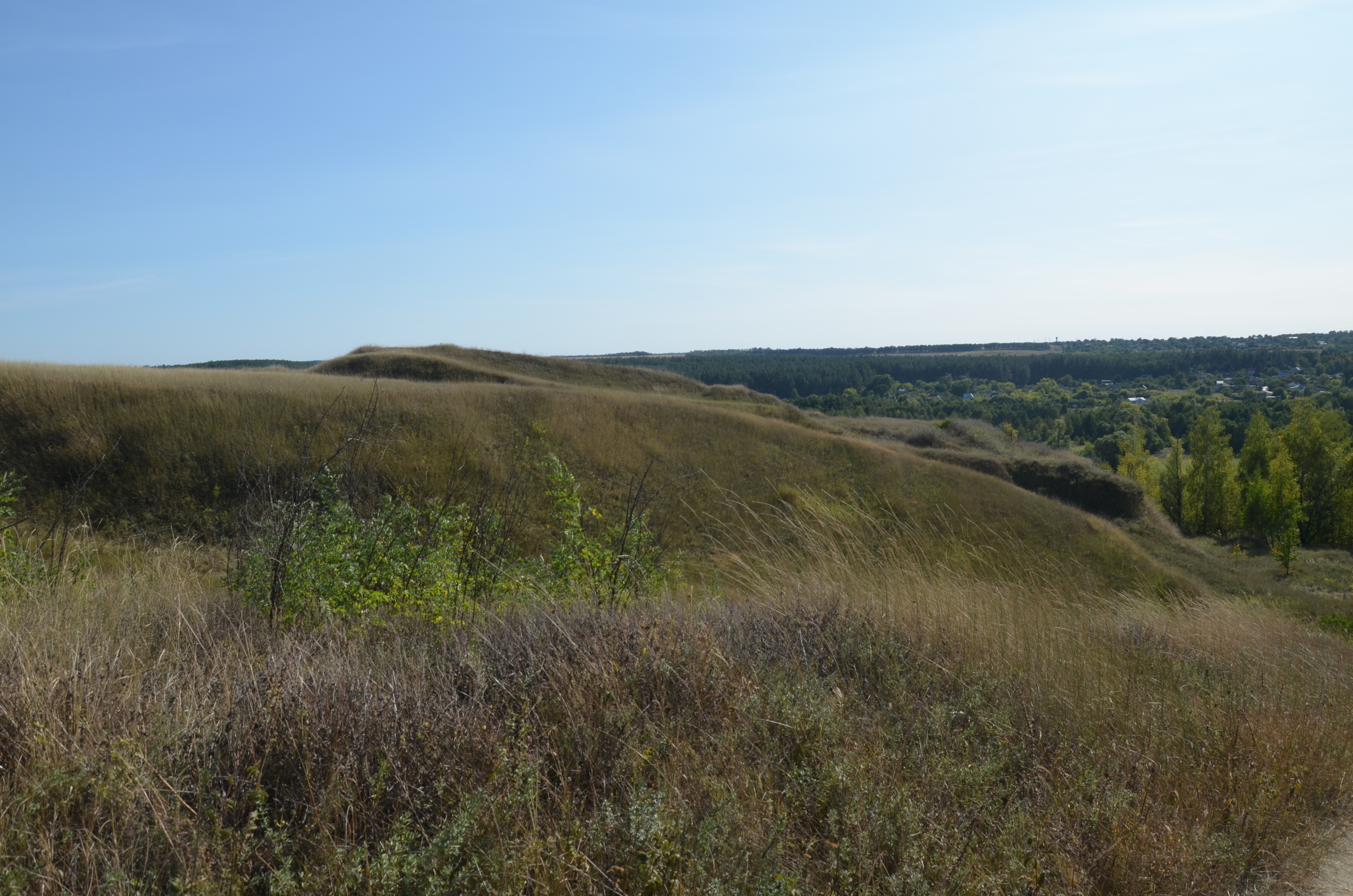
Городище, село Погребы

Свою историю Погребы ведут ещё со времен Трипольской культуры. Вблизи села в 1899 году было найдено и исследовано трипольское поселение. Трипольские племена в районе погребов изготовляли керамические изделия, хозяйственную и бытовую посуду, разную по форме, со спиральным орнаментом. Дома строились из глины на деревянном каркасе. Развивались ремесла: бронзовое литьё, гончарное, ткацкое, обработка камня, плетение. При впадения реки Барахтянка в речку Стугна исследовано неукрепленное поселение (VI—V вв до н. э.) скифов, жители которого в основном занимались земледелием, скотоводством, охотой, рыбалкой. Возле с. Погребы было найдено скифское погребение-курган «Чортуха».
Первое упоминание о селе Погребы в письменных источниках датировано 1159 годом и связано с грамотой князя Андрея Юрьевича о передаче села во владение Киево-Печерского монастыря. Погребы в дальнейшем сыграли важную роль в жизни Киевского княжества и даже Киевской Руси. Так, например, для защиты от половцев, печенегов, татар, турок при Великом князе Владимире в XI столетия в Погребах (в районе кирпичного завода) была построена мощная крепость.

## Галерея

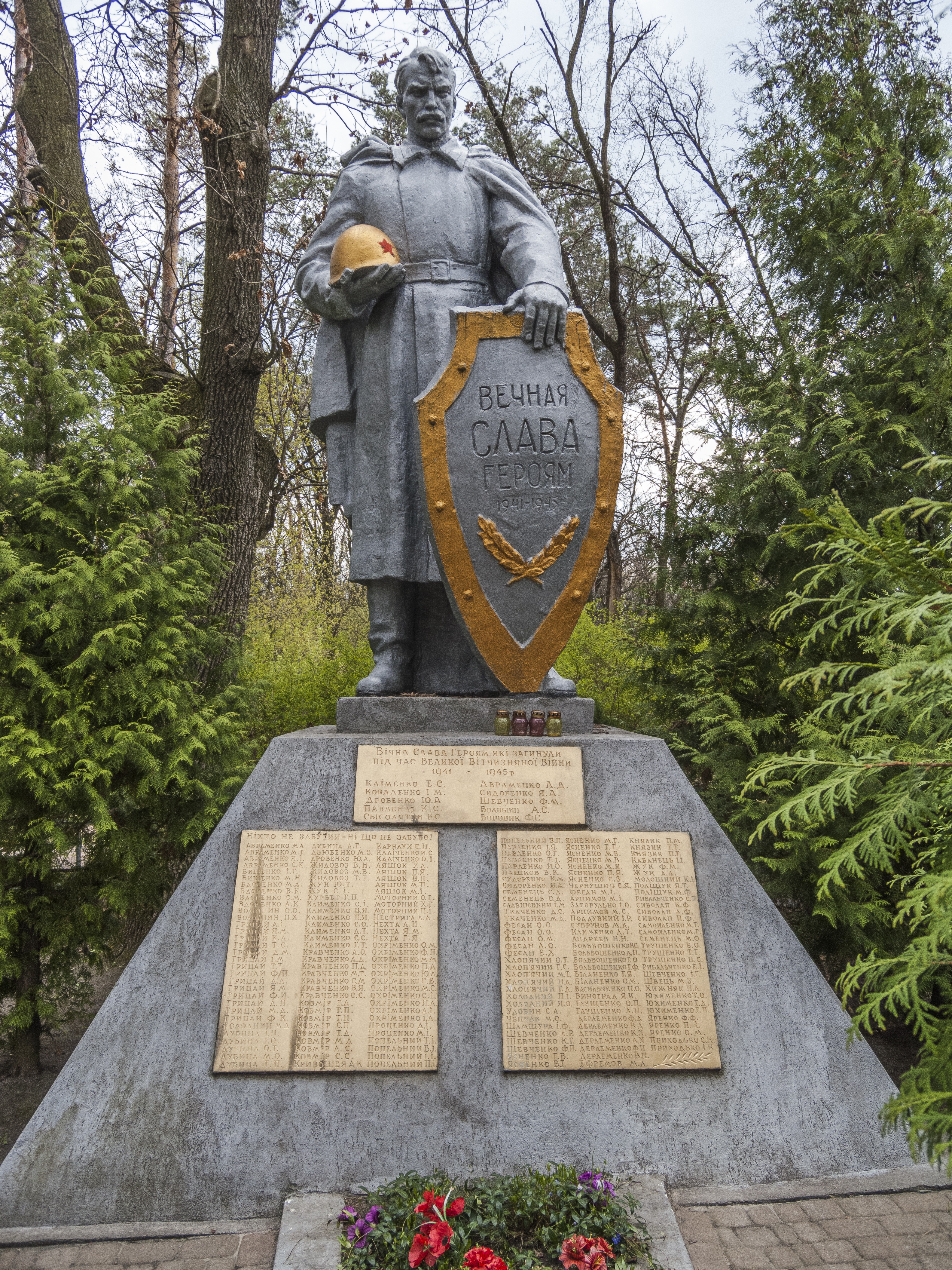
Памятник воинам Великой Отечественной войны
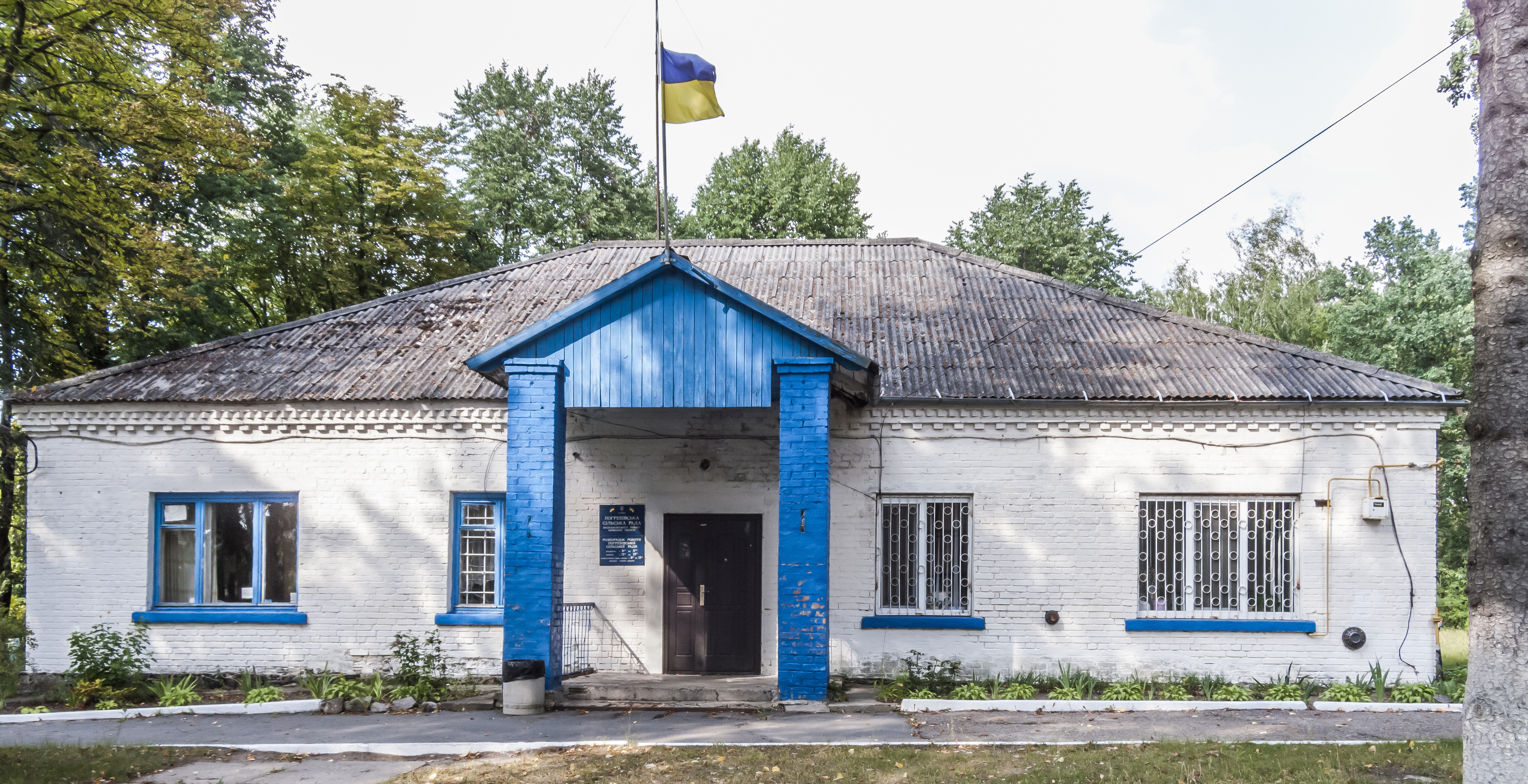
Фасад здания Погребовского сельсовета
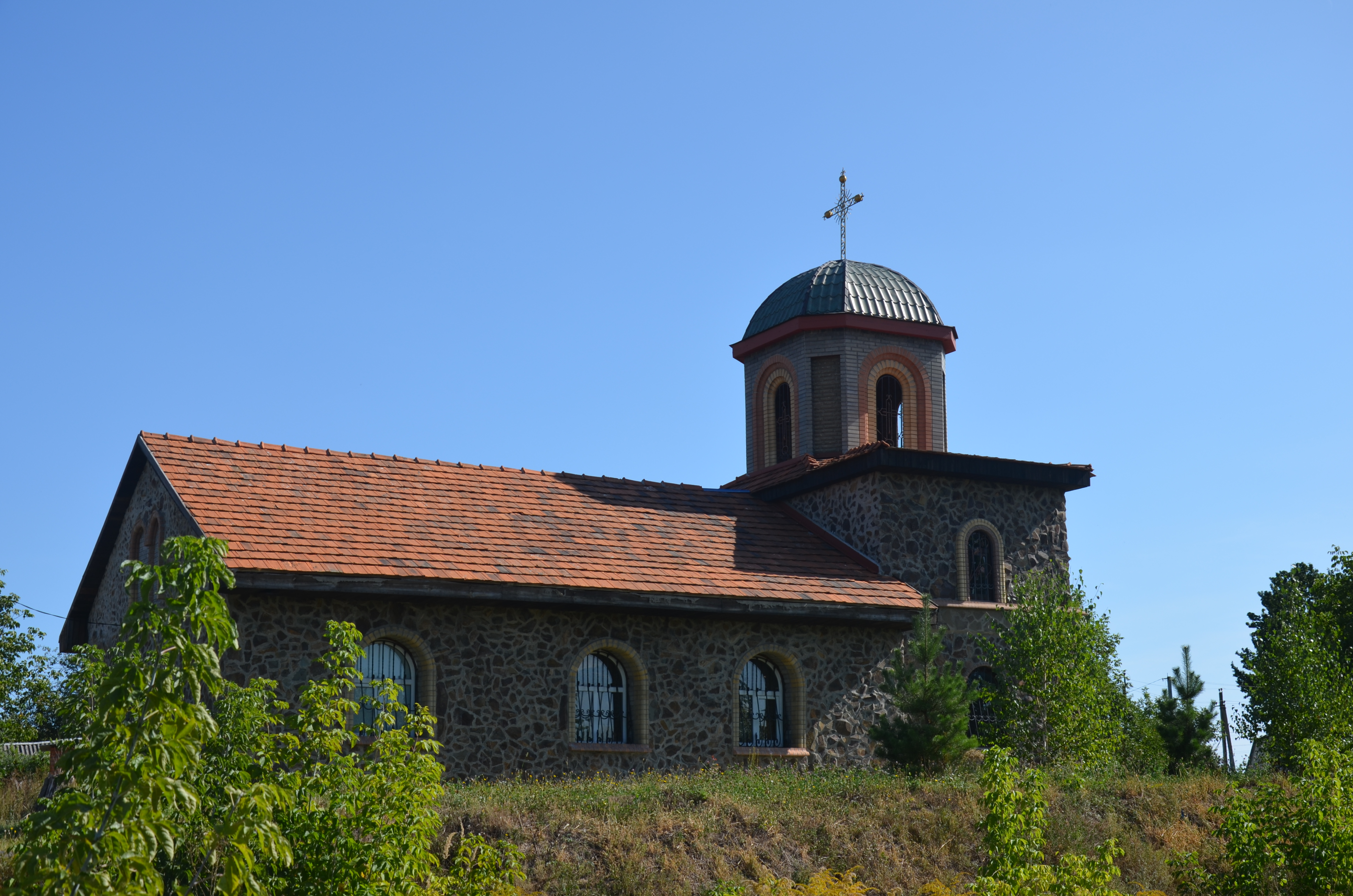
Церковь в селе